# Imma costipuncta
Imma costipuncta är en fjärilsart som beskrevs av Felder 1874. Imma costipuncta ingår i släktet Imma och familjen Immidae. Inga underarter finns listade i Catalogue of Life.